# Mario Mangiarotti
Mario Mangiarotti (Renate, 1920. július 12. – Bergamo, 2019. június 10.) világbajnoki ezüstérmes olasz vívó.

## Pályafutása
Apja Giuseppe Mangiarotti olimpikon vívó, testvérei Dario Mangiarotti és Edoardo Mangiarotti olimpiai bajnok vívók voltak. Az 1951-es stockholmi világbajnokságon tagja volt az ezüstérmes párbajtőrcsapatnak. Visszavonulása után orvosként, kardiológusként dolgozott. Az Olasz Olimpiai Bizottság bergamói szervezetének az elnöke volt.

## Sikerei, díjai
- Világbajnokság – párbajtőr csapat
  - ezüstérmes: 1951, Stockholm